# Alouette d'Obbia
Spizocorys obbiensis
Espèce
Statut de conservation UICN

 DD  : Données insuffisantes
L'Alouette d'Obbia (Spizocorys obbiensis) est une espèce d'oiseaux. Comme toutes les alouettes elle appartient à la famille des Alaudidae. L'espèce est endémique de Somalie.

## Description
Elle mesure 12 cm de long pour un poids de 12 à 16 g.

## Répartition et habitat
On la trouve uniquement sur la côte dans le sud-est de la Somalie. Elle vit dans les dunes côtières fixées par la végétation.